# 峰南町
峰南町（ほうなんちょう）は兵庫県姫路市の町名。郵便番号670-0881。住居表示実施済み。

## 地理
峰南町は姫路市中心部北部、広峰山南麓に位置する。北に白国、以下時計回りに増位本町、広峰、城北新町、北平野南の町、北平野と接する。

## 歴史
1897年（明治30年）に水上村白国・城北村平野（現・北平野）・城北村伊伝居にまたがって第10師団隷下の野砲兵第10連隊・騎兵第10連隊（のち捜索第10連隊）・輜重兵第10大隊（のち輜重兵第10連隊）の兵営地（現・姫路駐屯地）および城北練兵場が設置される。1925年（大正14年）に城北村が、1933年（昭和8年）に水上村がそれぞれ姫路市に合併しその一部となる。
1945年（昭和20年）の終戦後は一時期は姫路市立増位中学校・兵庫青年師範学校および県立聾学校（現・兵庫県立姫路聴覚特別支援学校）の敷地として利用されていたが、1951年（昭和26年）2月に警察予備隊先遣部隊が善通寺駐屯地から到着して姫路駐屯地として開庁される。同年4月に特科第63連隊が発足して以来、幾多の改編を経て2024年（令和6年）より中部方面特科連隊となる。
1948年にはそれまで他所で開校していた姫路市立広嶺中学校の用地として捜索54連隊跡地の西部が買収され1949年に移転。1970年には同校用地の南部に姫路市立広峰小学校が開校する。
1983年（昭和58年）には北平野・白国のうち姫路駐屯地および広峰小学校・広嶺中学校などに掛かる部分が峰南町となる。町名は増位山・広峰山の南に位置することによる。

## 世帯数と人口
2024年（令和6年）3月31日現在の人口は以下の通り。
| 丁目   | 世帯数  | 人口  |
| ------ | ------- | ----- |
| 峰南町 | 305世帯 | 360人 |

それ以前の世帯数と人口は以下の通りである。
| 調査年             | 世帯数 | 人口  | 備考               | 出典   |
| ------------------ | ------ | ----- | ------------------ | ------ |
| 1983年（昭和59年） | 48世帯 | 823人 | うち準世帯1・651人 | [ 11 ] |
| 1990年（平成2年）  | 47世帯 | 807人 | うち準世帯1・631人 | [ 12 ] |
| 1995年（平成7年）  | 54世帯 | 624人 | うち準世帯1・448人 | [ 13 ] |
| 2000年（平成12年） | 84世帯 | 629人 |                    | [ 14 ] |

## 小・中学校の学区
市立小・中学校に通う場合、学区は以下の通りとなる。
| 番地                            | 小学校             | 中学校             |
| ------------------------------- | ------------------ | ------------------ |
| 峰南町（以下を除く）            | 姫路市立広峰小学校 | 姫路市立広嶺中学校 |
| 峰南町1番15号、1番18号、1番21号 | 姫路市立増位小学校 | 姫路市立増位中学校 |

## 交通
- 兵庫県道516号姫路環状線
- 巡礼道 - 東方より書写山圓教寺へ至る巡礼道が駐屯地内を通過していた[17]。
- 神姫バス「自衛隊前」バス停（3系統）、「峰南町」「平野南口」「広嶺中学校前」バス停（3・11系統）、「白国南口」「白国口」「自衛隊北門」「北平野東口」バス停（5系統）[18]

## 施設・名勝
- 姫路駐屯地
- 姫路市立広峰小学校
- 姫路市立広嶺中学校
- 城北スポーツセンター

### かつての史跡
- 長者屋敷・人見塚 - かち染め伝説（後述）の元になった屋敷と古墳。兵営地建設時に取り壊された[7]が、人見塚からは家形埴輪や銅鏡などが発掘された。埴輪は天理の博物館へ収蔵されたが、銅鏡はベルリンの博物館へ送られたのち戦火で所在不明となったという[19]。

## 伝承
飾磨の褐染め（かちぞめ）伝説
「かちん染め」「かっちん染め」とも。駐屯地内に飾万あるいは飾磨田という字名があり、飾磨郡を経て現在の飾磨の地域名の元となったが、同地は藍染の盛んな地域でもあった。
いくつかのバリエーションがある。
- 熊太郎あるいは小鷹長者なる者が人見塚に見張りを立たせ、見つけた旅人を長者屋敷に泊めて、岩を落として殺害しその血で染め物をしたという伝説。ここから逃げ出した男女が最終的に追いつかれて殺され、男が死んだのが男山、女が死んだのが姫山と伝える[19][21]。
- 小鷹と小熊という盗賊が同様に殺した人の血で染め物をしていたが、ここに泊まった長平という武士が屋敷の女に教えられて逃走。女があらかじめ小鷹と小熊の髪の中に血玉を仕込んでおり、追ってきた二人の頭を長平が矢で射ると血玉から血が出て小鷹と小熊の眼を塞いで最終的に失明に至ったという[22]。